# Al-Maghtas
al-Maghtas (arabiska: المغطس) eller Bethabara (hebreiska: בית עברה) anses vara den plats där Johannes Döparen döpte Jesus.
Den utpekade dopplatsen, som också kallas Betania bortom Jordan, ligger norr om Döda havet på Jordanflodens östra sida nära gränsen mot Israel. Den har sedan bysantinsk tid antagits vara platsen för Jesu dop, men eftersom Johannes Döparen var aktiv inom ett större område kan den exakta platsen inte fastställas.  Rester av flera kyrkor och dopgravar, en bönesal och ett avancerat vattenledningssystem har dock hittats i samband med utgrävningar vid al-Maghtas.

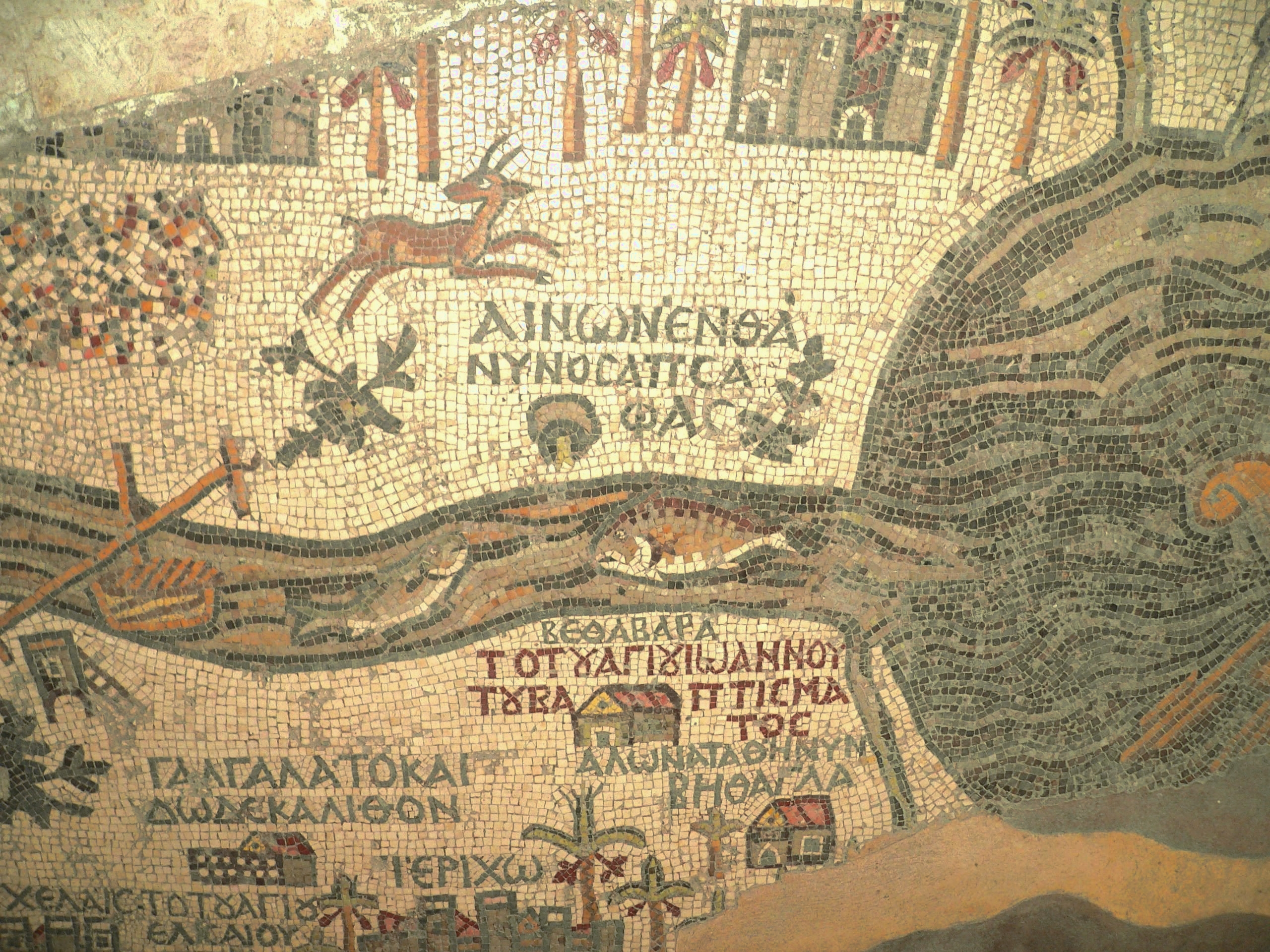
Dopplatsen utmärkt på mosaikkartan i Madaba.

Att dopplatsen låg på den jordanska sidan av floden motsägs av en bevarad mosaikkarta från 500-talet, men platsen är  godkänd av den romersk-katolska och grekisk-ortodoxa kyrkan samt lutheranerna. Tre påvar, Johannes Paulus II, Benedictus XVI och Franciskus, har besökt området och flera kyrkor har byggts.
al-Maghtas, som betyder dop eller nedsänkning på arabiska, utsågs till världsarv av Unesco år 2015.